# ブーベの恋人
『ブーベの恋人』（ブーベのこいびと、イタリア語: La ragazza di Bube）は、1960年（昭和35年）に出版されたカルロ・カッソーラによるイタリアの長篇小説であり、1963年（昭和38年）製作・公開、ルイジ・コメンチーニ監督のイタリア・フランス合作映画である。第14回ベルリン国際映画祭コンペティション参加作品。クラウディア・カルディナーレによる同作の主題歌のタイトルでもある。
本項では映画、楽曲についても記述する。

## 略歴・概要
小説『ブーベの恋人』は、1958年（昭和33年） - 1959年（昭和34年）にイタリアの小説家カルロ・カッソーラが執筆、同国の出版社エイナウディ（Einaudi）が1960年に出版したもので、カッソーラは本作で、同年度のストレーガ賞を受賞した。
映画版『ブーベの恋人』は、1963年、イタリアの映画プロデューサーフランコ・クリスタルディが、彼の経営する映画製作会社ヴィデス・チネマトグラフィカを母体として製作を開始、完成したものである。原作小説の脚色は、監督のルイジ・コメンチーニ、および脚本家のマルチェッロ・フォンダートが共同で行った。
映画『ブーベの恋人』は、同年12月27日、イタリアの映画会社ルックス・フィルムの配給により公開され、翌1964年（昭和39年）6月に西ドイツ（現在のドイツ）の西ベルリン（現在のベルリン）で行われた第14回ベルリン国際映画祭コンペティション部門に出品された。同年のダヴィド・ディ・ドナテッロ賞では、ダヴィド・ディ・ドナテッロ製作賞をプロデューサーのフランコ・クリスタルディが獲得、翌1965年（昭和40年）のナストロ・ダルジェント賞では、主演のクラウディア・カルディナーレがナストロ・ダルジェント主演女優賞を獲得した。
日本での映画『ブーベの恋人』は、第14回ベルリン国際映画祭閉幕後の1964年9月12日、松竹映配（のちの松竹富士の源流）が輸入・配給して、公開された。同作の劇場公開にあたって、弘文堂が原作小説の翻訳本を刊行、音楽業界では、公開2か月後の同年11月、映画主題歌を日本語に翻訳カヴァーし、いしだあゆみ（ビクターレコード）、ザ・ピーナッツ（キングレコード）が競作でシングルレコードをリリースしている。
2004年（平成16年）2月25日、アイ・ヴィー・シーが日本語字幕付DVDを発売している。

## キャスト
| 役名         | 俳優                         | 日本語吹き替え | 日本語吹き替え | 日本語吹き替え |
| 役名         | 俳優                         | フジテレビ版   | 東京12ch版     | ？版           |
| ------------ | ---------------------------- | -------------- | -------------- | -------------- |
| マーラ       | クラウディア・カルディナーレ | 赤沢亜沙子     | 北島マヤ       |                |
| ブーベ       | ジョージ・チャキリス         | 野沢那智       | 納谷六朗       | 堀勝之祐       |
| ステファーノ | マルク・ミシェル             | 堀勝之祐       |                |                |
| リリアーナ   | ダニー・パリス               | 杉山佳寿子     |                |                |
| イネス       | モニク・ヴィータ             | 渡辺典子       |                |                |
| マーラの母   | カルラ・カーロ               |                |                |                |
| マーラの父   | エミリオ・エスポジート       | 大木民夫       |                |                |
| 司祭         | ピエルルイジ・カトッチ       |                |                |                |
| アルナルド   | ウーゴ・キティ               |                |                |                |
| リドーリ     | マリオ・ルーピ               |                |                |                |
| マウロ       | ルルーノ・シピオーニ         |                |                |                |
| ビットパート | ルチアーノ・マリンゴーラ     |                |                |                |
| パグ         | ダリオ・ドルチ               |                |                |                |
| リリアナ     | アンナ・マリア・フェスタ     |                |                |                |
|              | ガブリエッラ・ジョルジェッリ |                |                |                |

- フジテレビ版：初回放送1971年11月5日『ゴールデン洋画劇場』
- 東京12ch版：初回放送1977年10月7日『想い出の名作洋画劇場』

## ビブリオグラフィ
翻訳和書に関しては、国立国会図書館蔵書の一覧である。
- La ragazza di Bube, カルロ・カッソーラ、Einaudi, 1960年
- La ragazza di Bube, カルロ・カッソーラ、collana BUR, Rizzoli, 1980年 ISBN 881720286X
- 『ブーベの恋人』、カルロ・カッソーラ、訳岸田修、弘文堂、1964年
- 『ブーベの恋人』、カルロ・カッソーラ、訳大久保昭男、角川書店（角川文庫）、1972年
- 『ブーベの恋人』、カルロ・カッソーラ、訳菅谷誠、柏艪舎、2004年12月 ISBN 4434052934

## 主題歌

### ディスコグラフィ
作詞・作曲：カルロ・ルスティケッリ、日本語版訳詞：漣健児。
- クラウディア・カルディナーレ『ブーベの恋人』
- いしだあゆみ『ブーベの恋人』（ビクターレコード、1964年11月）
- ザ・ピーナッツ『ブーベの恋人』（キングレコード、1964年11月）

## 註
1. 1 2 3 4 5 6 7 8  La ragazza di Bube, インターネット・ムービー・データベース （英語）, 2011年2月24日閲覧。
2. ↑  La Ragazza di Bube, allmovie （英語）, 2011年2月24日閲覧。
3. ↑  ノンクレジット
4. ↑  opac.ndl.go.jp 検索結果、国立国会図書館、2011年2月24日閲覧。

## 関連事項
- 1964年の日本公開映画
- 第14回ベルリン国際映画祭
- ナストロ・ダルジェント主演女優賞
- ダヴィド・ディ・ドナテッロ賞 （en:David di Donatello Awards）